# アルテュール・デ・グレーフ
アルテュール・デ・グレーフ（Arthur De Greef, 1862年10月10日 ルーヴァン - 1940年8月29日）はベルギーのピアニスト・作曲家。

## 経歴
1862年、ルーヴァンで生まれた。11歳で地元の音楽コンクールで優勝し、その後ブリュッセル王立音楽院に入学してイグナーツ・モシェレス門下のルイ・ブラッサンにピアノを師事した。17歳で優等の成績を得て卒業。その後ヴァイマルに行き、フランツ・リストの薫陶を受けて修業時代を終えた。ヴァイマルで2年間を過ごした後、演奏会ピアニストとして各地で演奏旅行を行い、成功者としての道のりを歩き始めた。親交を結んだエドヴァルト・グリーグからは「私がこれまで出会った中で一番の私の作品の理解者」と呼ばれ、カミーユ・サン＝サーンスからも支持を得た。リストの高弟として遺した録音は近年になって再発掘され、再評価されつつある。

## 作曲作品とその特徴
作曲活動に着手したのは30代を迎えてからであり、セルゲイ・ラフマニノフの作風によく似た2つのピアノ協奏曲が代表作であるが、ほかに近年では2台ピアノのためのピアノソナタや、ピアノを含む室内楽曲も見直されつつある。

### 管弦楽曲
- ユーモレスク（1928年）
- イタリア組曲
- 管弦楽のための組曲（フランドル組曲） ト長調
- 秋の印象
- 4つのフランドル歌曲

### 協奏的作品
- フランドル民謡による幻想曲 作品3（1892年）
- ピアノ協奏曲第1番 ハ短調（1914年）
- ピアノ協奏曲第2番 変ロ短調（1930年）
- ソプラノと管弦楽のための5つの愛の歌
- ピアノ小協奏曲

### 室内楽曲
- ヴァイオリンとピアノのための4つの性格的小品（1883年頃）
- ヴァイオリンソナタ第1番 ニ長調（1896年）
- ヴァイオリンソナタ第2番 ハ長調
- ピアノ三重奏曲 ヘ長調（1935年）

### ピアノ曲
- 日没
- 5つの演奏会用練習曲
- 6つの新しい演奏会用練習曲
- 2台のピアノのためのソナタ ハ短調（1928年）
- ヴァルス＝カプリス（2台ピアノ）